# ゾディアック (映画)
『ゾディアック』（Zodiac）は、2007年のアメリカ合衆国のスリラー映画。監督はデヴィッド・フィンチャー、主演はジェイク・ジレンホール。パラマウント映画およびワーナー・ブラザース共同製作。日本ではPG12指定。アメリカ合衆国で実際に起きた連続殺人事件（ゾディアック事件）を追う男たちを描いている。実際の事件に基づいていることもあって、サスペンスよりも人間ドラマに重点が置かれている。原作はロバート・グレイスミスによるノンフィクション小説『ゾディアック』（Zodiac、1986年）および『Zodiac Unmasked』である。なお、原作者の主張する犯人とは異なる説が現在も論じられている。
第60回カンヌ国際映画祭コンペティション部門正式出品作品。

## ストーリー
1969年のアメリカ。独立記念日を祝うカリフォルニア州バレーホで若いアベックが銃撃される事件が発生した(男性のみ生存)。一ヶ月後、大手新聞社に犯人から暗号付きの手紙が送りつけられた。この暗号を紙面に掲載しなければ、今後12人を殺害すると予告する犯人。新聞社“サンフランシスコ・クロニクル”の風刺漫画家ロバート・グレイスミスは、たまたま犯人の手紙の開封現場に居合わせた。
一斉に暗号を掲載する各新聞社。暗号を解いたのは一般市民の夫婦だった。内容は殺人が好きだという告白で、次いで届いた2通目の手紙には、“ゾディアック(黄道帯)”という署名があった。
更に一ヶ月半後、ナパの湖畔で覆面の男に襲われるカップル。今回も男性だけは重傷ながら生き残り、警察に通報したのはゾディアックと名乗る犯人自身だった。暗号やパズルが好きで、ゾディアックの謎にはまって行くロバート。
2週間後、サンフランシスコでタクシー運転手が射殺され、ゾディアックから次はスクールバスを襲うという犯行声明が届いた。目撃証言から犯人は白人男性とされ、現場から指紋の一部も採取されたが、関係する各地の警察署は証拠の共有をしぶり、捜査は難航した。自称ゾディアックからの手紙や、いい加減な通報も捜査の足を引っ張った。
1971年、信頼できる証言者から警察に、アーサー・リー・アレンという男の情報がもたらされた。事件以前からゾディアックと名乗って殺人を犯すと話していた男だが証拠不十分で逮捕には至らず、翌年にようやく家宅捜索したものの、犯人と一致する証拠は何一つ見つからなかった。
４年後、ゾディアックからの手紙は途絶え、事件は風化しつつあった。それでも事件が忘れられず、書籍化を思い立つロバート。数年がかりで各地の警察署や証人を訪ね歩き、証拠を洗い直したロバートは、アーサー・リー・アレンこそ犯人だという結論に達した。
多くの事実を調べ上げたが全て状況証拠であり、逮捕の決め手とはなりえない。最後の手段として本を書き上げ、世に問うために孤軍奮闘するロバート。再婚の妻は実家に帰り、新聞社も退職し、更に数年がかりで執筆したロバートは、1986年に実録本「ゾディアック」を出版、ベストセラーとなった。
1991年、最初のバレーホの事件の被害者である男性が数枚の顔写真の中から犯人としてリー・アレンを特定した。彼はゾディアックの顔を見た唯一の生き残りだったが、事件直後から関わりを恐れて失踪し続けていたのだ。被害者の証言を得て検察もアレン起訴に動き出したが、準備中にアレンは心臓発作で死亡した。ナパやバレーホでは現在も、被疑者死亡のまま捜査が続いている。

## キャスト
※日本語吹替版は劇場公開版DVDのみの収録
ロバート・グレイスミス
演 - ジェイク・ジレンホール、日本語吹替 - 川島得愛
サンフランシスコ・クロニクル紙の風刺漫画家。
デイブ・トースキーSFPD捜査官
演 - マーク・ラファロ、日本語吹替 - 志村知幸
サンフランシスコ市警殺人課の刑事。ゾディアック事件を担当する。
ポール・エイヴリー
演 - ロバート・ダウニー・Jr、日本語吹替 - 郷田ほづみ
サンフランシスコ・クロニクル紙の敏腕記者。
ウィリアム・アームストロングSFPD捜査官
演 - アンソニー・エドワーズ、日本語吹替 - 加藤亮夫
デイブの相棒刑事。
メルヴィン・ベリー
演 - ブライアン・コックス、日本語吹替 - たてかべ和也
有名弁護士。
アーサー・リー・アレン
演 - ジョン・キャロル・リンチ、日本語吹替 - 林一夫
被疑者。『猟奇島』を愛読している。
メラニー
演 - クロエ・セヴィニー、日本語吹替 - 松谷彼哉
ロバートの2番目の妻となった女性。
ジャック・マラナックス巡査部長
演 - イライアス・コティーズ、日本語吹替 - 諸角憲一
カリフォルニア州バレーホ警察の警官。
ケン・ナーロウ警部
演 - ドナル・ローグ
カリフォルニア州ナパ警察の刑事。
マーティ・リー警部
演 - ダーモット・マローニー、日本語吹替 - 原康義
デイヴィッドらの上司。
シャーウッド
演 - フィリップ・ベイカー・ホール、日本語吹替 - 稲垣隆史
ベテラン筆跡鑑定士。
ダーリーン・フェリン
演 - シアラ・モリアーティ
最初の被害女性。マイクと共に被害に合い、殺害される。
マイク・マジョー
演 - リー・ノリス
演 - ジミ・シンプソン（中年期）、日本語吹替 - 岸尾大輔
ダーリーンと共に襲われた最初の被害男性。重傷を負ったものの生還した。後にアレンが犯人であると証言する。
リンダ・デル・ブオーノ
演 - クレア・デュヴァル
最初の被害女性ダーリーンの姉。
キャスリーン・ジョーンズ
演 - アイオン・スカイ
赤ちゃんと共に誘拐未遂に遭った女性。
ボブ・ヴォーン
演 - チャールズ・フライシャー
映写技師。地下室のある家に暮らしている。
メル・ニコライ
演 - ザック・グルニエ
シャーウッド・モリル
演 - フィリップ・ベイカー・ホール
チャールズ・ティエリオ
演 - ジョン・テリー、日本語吹替 - 佐々木敏
キャロル・トスキ
演 - ジューン・ダイアン・ラファエル、日本語吹替 - 武田華
ジョージ・バワート刑事
演 - ジェームズ・レグロス
ダフィー・ジェニングス
演 - アダム・ゴールドバーグ
テンプルトン・ペック
演 - ジョン・ゲッツ
サンディ・パンツァレラ
演 - ポール・シュルツ
ドナルド・チェイニー
演 - ジョン・ヘンフィル、日本語吹替 - ヤスヒロ
ゾディアック
演 - リッチモンド・アークエット(#1,#2)、ボブ・スティーブンソン(#3)、ジョン・レイシー(#4)
その他の日本語吹替：小林勝也、相沢まさき、 佐々木睦、北川勝博、佐々木敏、立川三貴、小室正幸、姉崎公美、滝沢久美子、内田尋子、伝坂勉、恒松あゆみ、宮林康、山田里奈、 吉田孝、星野充昭、関山美沙紀、斎藤恵理、雨宮弘樹、丸山壮史、久嶋志帆、金野潤、杉野博臣、冠野智美、柴井伶太、海鋒拓也、若山詩音

## 日本語版スタッフ
- 日本語吹替版　演出：高田浩光、翻訳：浅野倫子、制作：HALF H・P STUDIO
- 日本語字幕：杉山緑[2]

## 作品解説
カリフォルニア州サンフランシスコで、1960年代後半に実際に起きた連続殺人事件を題材にしている。
この映画のタイトルは、本件殺人犯が地元新聞社「サンフランシスコ・クロニクル」や警察に送りつけた犯行声明文に書いた「Zodiac（ゾディアック）」という名前（偽名）に由来する。なお本事件は2022年現在に至っても解決していない。
監督のデヴィッド・フィンチャーは映画をできるだけ正確なものにするため事件の調査に18か月を費やし、事件の捜査官や目撃者、生き残った犠牲者らに会いインタビューしている。ゾディアックの最初の事件とされるレイク・ハーマン・ロードの事件は生き残った犠牲者や目撃者がいないため映画から除外された。
テレビ番組に出演した弁護士メルヴィン・ベリーは、ケネディ大統領暗殺犯リー・ハーヴェイ・オズワルドを射殺したジャック・ルビーの弁護を務めたことで知られる著名な弁護士で、1968年には『スタートレック』第3シーズンの第4話「悪魔の弟子達」(And the Children Shall Lead)に天使ゴーガン役でゲスト出演している。
ロバート・グレイスミスが飲んだ青いカクテルは、ウォッカ、ジン、レモンライム、ブルーキュラソーで作られるアクア・ベルバ。
1時間29分あたりのシーンに登場する建設中の高層ビルは、当時サンフランシスコで建設中だったトランスアメリカ・ピラミッドで、建物の構造を調査しCGで再現された。
主演のジェイク・ジレンホールと被疑者のアーサー・リー・アレンを演じたジョン・キャロル・リンチは、2001年公開の『バブル・ボーイ』では親子役で共演している。
エンディング曲はドノヴァンの『Hurdy Gurdy Man』。また、誘拐未遂に遭うキャスリーン・ジョーンズ役を演じた女優アイオン・スカイはドノヴァンの娘である。

## 作品の評価
Rotten Tomatoesによれば、批評家の一致した見解は「はらわたがちぎれるような不安なシーンを次々と見せてくる、静かな、会話主導のスリラー。 デヴィッド・フィンチャーはまた殺人の残酷さを詳細に描写するよりも登場人物のニュアンスを描くとともに70年代のムードを再現することに多くの時間を費やしている。」であり、253件の評論のうち高評価は89%にあたる225件で、平均点は10点満点中7.63点となっている。Metacriticによれば、40件の評論のうち、高評価は35件、賛否混在は5件、低評価はなく、平均点は100点満点中78点となっている。

## ソフト化
日本ではワーナー・ブラザース ホームエンターテイメントよりブルーレイ、DVDが発売。
- ゾディアック 特別版（DVD1枚組、2007年11月2日発売）
  - 本編：劇場公開版本編を収録
  - 映像特典
    - ゾディアックの舞台裏
    - HD DVD/Blu-ray Disc紹介
- ゾディアック ディレクターズカット（ブルーレイ1枚組、2008年7月9日発売）
  - 本編：劇場公開版に未公開シーンを追加したディレクターズカット版本編を収録
  - 映像特典
    - ゾディアックに迫る
      - 映画製作に至るまで
      - ブルーロック・スプリングス
      - サンフランシスコ・クロニクル紙
      - デイブ・トースキー
      - プレシディオ・ハイツ
      - ベリエッサ湖
      - ロバート・グレイスミス

    - 視覚効果
    - プレビジュアライゼーション
      - ブルーロック・スプリングス
      - ベリエッサ湖
      - サンフランシスコ

    - こちらゾディアック
      - ハーマン湖
      - ブルーロック・スプリングス
      - ベリエッサ湖
      - サンフランシスコ

    - 第一容疑者：アーサー・リー・アレン
    - オリジナル劇場予告編

  - 音声特典
    - オーディオコメンタリー1（監督：デヴィッド・フィンチャー）
    - オーディオコメンタリー2（ジェイク・ギレンホール×ロバート・ダウニー・Jr×製作：ブラッドレイ・ジェイ・フィッシャー×脚本・製作：ジェームズ・ヴァンダービルト×小説家：ジェイムズ・エルロイ）